# Sterling Jerins
Sterling Jerins (15 de junho de 2004, New York) é uma atriz americana, conhecida por interpretar Lily Bowers na série de TV Deception, Constance Lane no filme World War Z. Também é conhecida por seu papel como Judy Warren nos filmes Invocação do Mal e Invocação do Mal 2, sendo substituída no filme Anabelle 3: De Volta Para Casa.

## Carreira
Em 2012 Jerins foi adicionada no filme de Apocalipse-Zombie World War Z dirigido por Marc Forster para interpretar o papel de Constance Lane, filha mais nova de Gerry Lane (Brad Pitt) e Karin Lane (Mireille Enos), ele foi lançado em 21 de Junho de 2013.  Ela também fez parte do elenco de The Conjuring, um filme de horror sobrenatural dirigido por James Wan lançado em 19 de Julho de 2013. Ela interpretou Judy Warren, a filha de Ed Warren (Patrick Wilson) e Lorraine Warren (Vera Farmiga).
Jerins co-estrelou na comédia romântica And So It Goes, dirigido por Rob Reiner, interpretando o papel da neta de Michael Douglas' character.
Jerins co-estrelou no terror de 2015 Dark Places, baseado na novela de mesmo nome escrita por Gillian Flynn. Jerins interpreta a versão jovem de Libby Day, personagens principal interpretada por Charlize Theron. Ela também já co-estrelar um  filme de terror/suspense ao lado de Owen Wilson chamado No Escape.
Em 2016 voltou a dar vida a Judy Warren no segundo capítulo da saga, Invocação do Mal 2.

## Vida pessoal
Jerins é filha do artista Edgar Jerins e a atriz Alana Jerins. Ela possui uma irmã mais velha, Ruby Jerins, que também é atriz, e participou do filme Remember Me.

## Filmografia

### Filmes
| Ano  | Título                    | Papel             | Notas          |
| ---- | ------------------------- | ----------------- | -------------- |
| 2013 | Butterflies of Bill Baker | Annie             |                |
| 2013 | World War Z               | Constance Lane    |                |
| 2013 | The Conjuring             | Judy Warren       |                |
| 2014 | Lullaby                   | Young Karen       |                |
| 2014 | And So It Goes            | Sarah             |                |
| 2014 | 5 Flights Up              | Zoe               |                |
| 2015 | Before the Bomb           | Elsa              | Curta-metragem |
| 2015 | Dark Places               | Young Libby       |                |
| 2015 | No Escape                 | Lucy Dwyer        |                |
| 2016 | The Conjuring 2           | Judy Warren       |                |
| 2016 | Paterson                  | Young Poet        |                |
| 2017 | Daisy Winters             | Daisy             | Protagonista   |
| 2018 | Boarding School           | Christine Holcomb |                |
| 2021 | The Conjuring 3           | Judy Warren       |                |

### Televisão
| Ano           | Título      | Papel         | Notas                           |
| ------------- | ----------- | ------------- | ------------------------------- |
| 2011          | Royal Pains | Gina          | episódio "A Man Called Grandpa" |
| 2013          | Deception   | Lily Bowers   | 5 episódios                     |
| 2016-presente | Divorce     | Lila          |                                 |
| 2018          | Bull        | Tally (jovem) | 1 episódio                      |